# Casa Joan Roig i Vidal
La Casa Roig i Vidal és un edifici situat al carrer de la Barra de Ferro, 8 de Barcelona, catalogat com a bé cultural d'interès local.

## Història
El 1685, els marmessors i administradors de la causa pia de la difunta Maria Codina i de Cardona van establir en emfiteusi al notari Rafael Albià una casa al carrer d'en Claret (actualment de la Barra de Ferro) amb la imposició d'un cens de 125 lliures anuals. El 1705, els administradors dels béns no vinculats del seu net Lluís de Queralt i d’Alagó, comte de Santa Coloma, li van vendre una habitació i una capella situada al primer pis i una altra habitació al segon, i la resta de la propietat al noble Josep de Móra i Cirera per 6.000 lliures.
El 1740, el notari Francesc Albià, fill de Rafael, va vendre la propietat al comerciant Francesc Clota i Teixidor per 5.500 lliures. Tot seguit, aquest va encarregar-ne la reforma als mestres de cases Anton i Josep Reit, pare i fill, que es comprometeren a dur-les a terme en cinc mesos per 900 lliures. Entre els treballs a realitzar hi havia la construcció d'un magatzem a l'espai de l'hort o eixida, i un jardí sobre aquest. Clota també va pactar amb el seu veí Josep Francesc de Móra i Catà diverses qüestions sobre la servitud que tenia la propietat d'aquest vers la seva, i el 1764, va adquirir la casa del costat, que feia cantonada amb el carrer dels Banys Vells, als hereus del botiguer de teles Pau Clos.
A la seva mort, fou succeït pel seu fill Francesc de Paula de Clota i de Mir, que vivia amb la seva família a la casa del carrer Comtal, que també havia heretat del seu pare. El 1786 va establir en emfiteusi les dels carrers de la Barra de Ferro i dels Banys Vells al comerciant Jeroni Anglès, que tot seguit va demanar permís per a obrir-hi una porta i tancar dues finestres. Va morir el 1797 i fou succeït per la seva vídua Teresa Garí, que va posar en lloguer una de les cases i el magatzem.
El 1825, el seu fill Felip Anglès i Garí i Gaietà Anglès i Ferran, nebot d'aquest, vengueren la propietat a l'indià i comerciant Joan Roig i Vidal, que el 1827 va demanar permís per a reconstruir el frontis del carrer de la Barra de Ferro cedint terreny a la via pública, segons el projecte del mestre de cases Pere Rovira. El 1826, adquirí als síndics del concurs de creditors d'Armengol Gener i Fills les cases de l'Hostal de la Llebre al carrer dels Banys Vells, i el 1829 va demanar permís per a reedificar-ne una part (núm. 7), segons el projecte del mateix Rovira. El 1828, va establir-ne en emfiteusi una altra part (núm. 5) al comerciant Gaietà Avinyó, que tot seguit va demanar permís per a reedificar-la segons el projecte del mestre de cases Miquel Bosch. Finalment, el 1831 establí en emfiteusi la part corresponent als núms. 1-3 al també indià Pere Carbó i Rovira.
Poc després, s'hi va instal·lar el seu cosí Miquel Roig i Rom, comerciant i navilier retornat de Cuba. Posteriorment, la propietat va passar a mans de Pere Collaso i Gil, i el 1911, el seu fill Enric Collaso i Gil va demanar permís per a construir un habitatge per al porter al terrat, segons el projecte de l'arquitecte Josep Majó i Ribas.
El 1954, Narcís Brunells i Vinyals va demanar permís per a instal·lar-hi un garatge, que encara existeix.

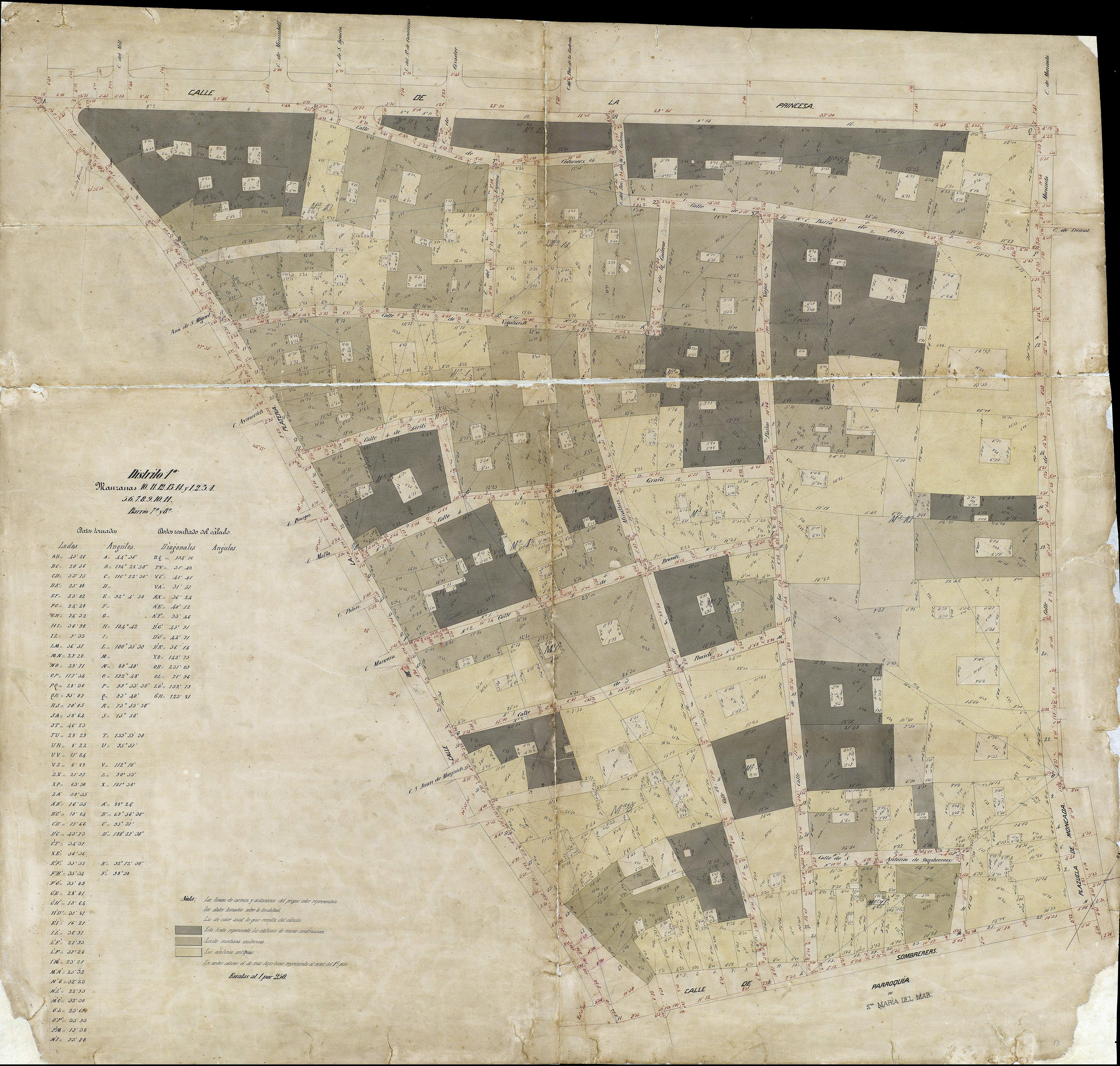
Quarteró núm. 13 de Garriga i Roca (c. 1860)

## Descripció
Immoble residencial de planta baixa i tres pisos. La façana, molt austera i sense cap element distintiu, s'estructura en sis fileres d'obertures de llinda horitzontal. Les dels baixos comprenen la porta de l'escala de veïns i una finestra, essent la resta accessos al pati central, on hi ha les escales que condueixen al pis principal, des d'on dues escalinates més arriben als pisos superiors. Es tracta, doncs, una concepció de l'espai basada en el pati gòtic, si bé aquest casal correspon al segle xviii.
Els balcons tenen llosanes de pedra de Montjuïc i baranes de ferro forjat sense cap mena d'ornamentació.